# Esmeralda (Santa Fé)
Esmeralda (Santa Fé) é uma comuna da província de Santa Fé, na Argentina.